# Xã Ruth B Rural, Quận Stone, Missouri
Xã Ruth B Rural (tiếng Anh: Ruth B Rural Township) là một xã thuộc quận Stone, tiểu bang Missouri, Hoa Kỳ. Năm 2010, dân số của xã này là 3.268 người.